# Alvisius
Alvisius was een cliens van Junia Silana.
Deze dame was door Julia Agrippina minor gekwetst geweest en besloot nu om wraak op haar te nemen. Daarom liet ze Calvisius en een andere cliens van haar, Iturius, een klacht tegen Agrippina aanbrengen dat ze het had gewaagd om Rubellius Plautus op de troon trachten te plaatsen in plaats van Nero. Het was zo uitgedacht dat de beschuldigingen op een indirecte manier de keizer ter ore zou komen en niet op een opzettelijke beschuldiging zou lijken. Hierop, trachtte Nero Agrippina ter dood te brengen, maar deze monsterachtige daad werd nog enkele jaren uitgesteld en Junia Silana en haar twee clientes werden in ballingschap gestuurd. Maar na de moord op Agrippina werden ze allen teruggeroepen.

## Antieke bronnen
- Tac., Ann. XIII 19, 21, 22, XIV 12.

## Referentie
- L. Schmitz, art. Alvisius, in W. Smith (ed.), A dictionary of Greek and Roman biography and mythology, I, Boston, 1867, p. 586.